# Can Masover (Palau de Santa Eulàlia)
Can Masover és una obra de Palau de Santa Eulàlia (Alt Empordà) inclosa a l'Inventari del Patrimoni Arquitectònic de Catalunya.

## Descripció
Edifici situat al centre del veïnat que dona a dos carrers en dos alçats diferents. Volum definit cobert en dues vessants. En planta baixa la bòveda de maó és perpendicular al carrer formant un porxo a l'entrada. Planta pis amb galeria de tres arcs de mig punt i pilars de maó que es repeteixen a les golfes. Per anivellar l'era s'han construït cinc voltes de canó emmarcades per arcs de mig punt de rierenc que descansen sobre pilars de pedra.